# La Poza (Baltanás)

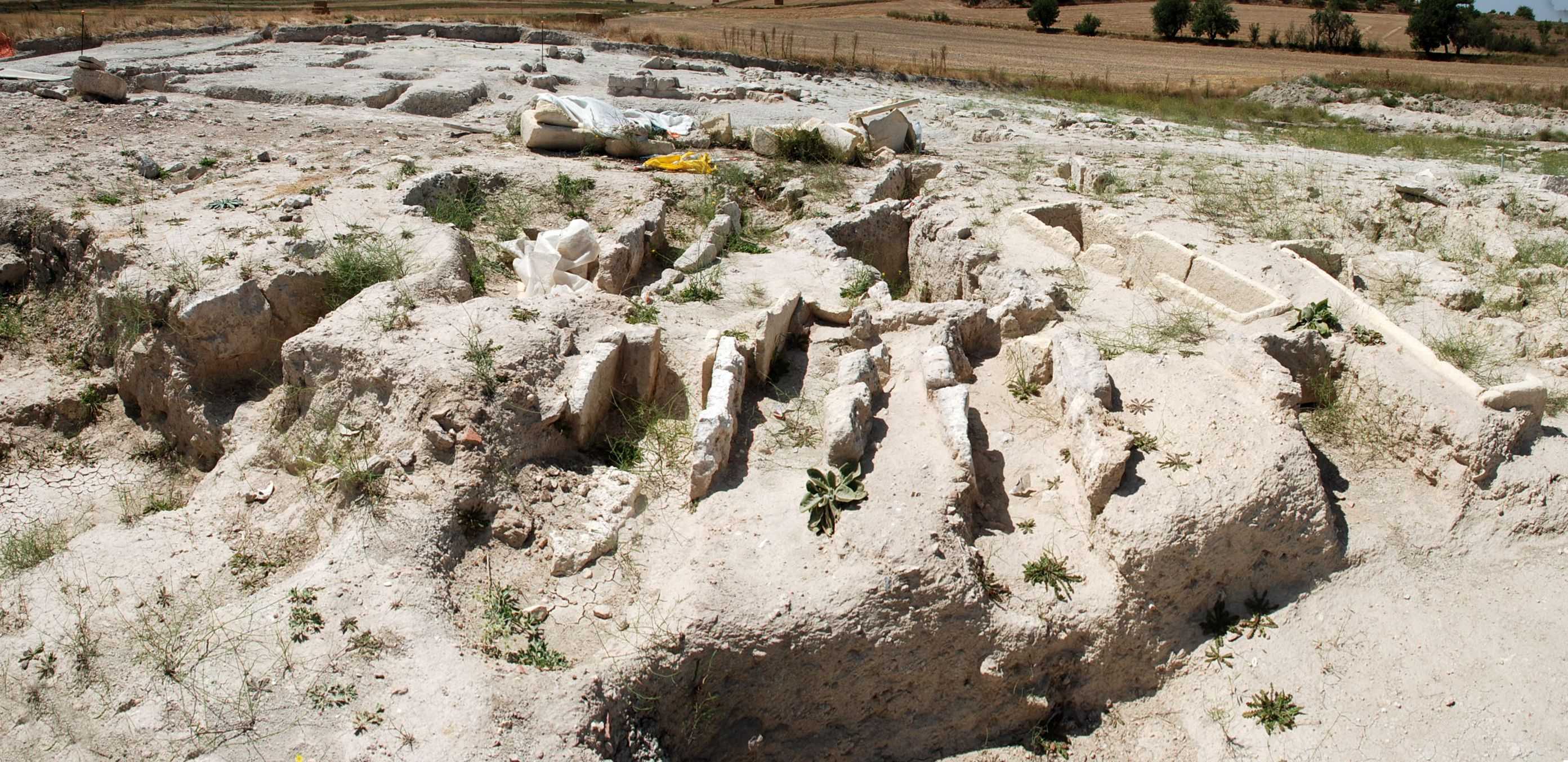
La Poza

Das seit 2010 ausgegrabene mittelalterliche Dorf La Poza in Baltanás in der Provinz Palencia in Spanien mit der Kirche als zentralem Kern hat eine Geschichte von mindestens fünf Jahrhunderten. 
Die Stätte wird von einer großen Nekropole mit mehr als 700 Leichenfunden gebildet. Einige wurden im Detail untersucht und der Rest auf dem städtischen Friedhof begraben und katalogisiert falls die Untersuchung in Zukunft wieder aufgenommen wird. Die Überreste wurden in das Archäologische Museum von Palencia gebracht, einige Sarkophage wurden in das Museo del Cerrato überführt. 
Bei den Ausgrabungen sind mehrere Bronzefiguren, ein Kelch, Keramik, Sarkophage, zahlreiche Silos und Werkzeuge aufgetaucht. 

La Poza
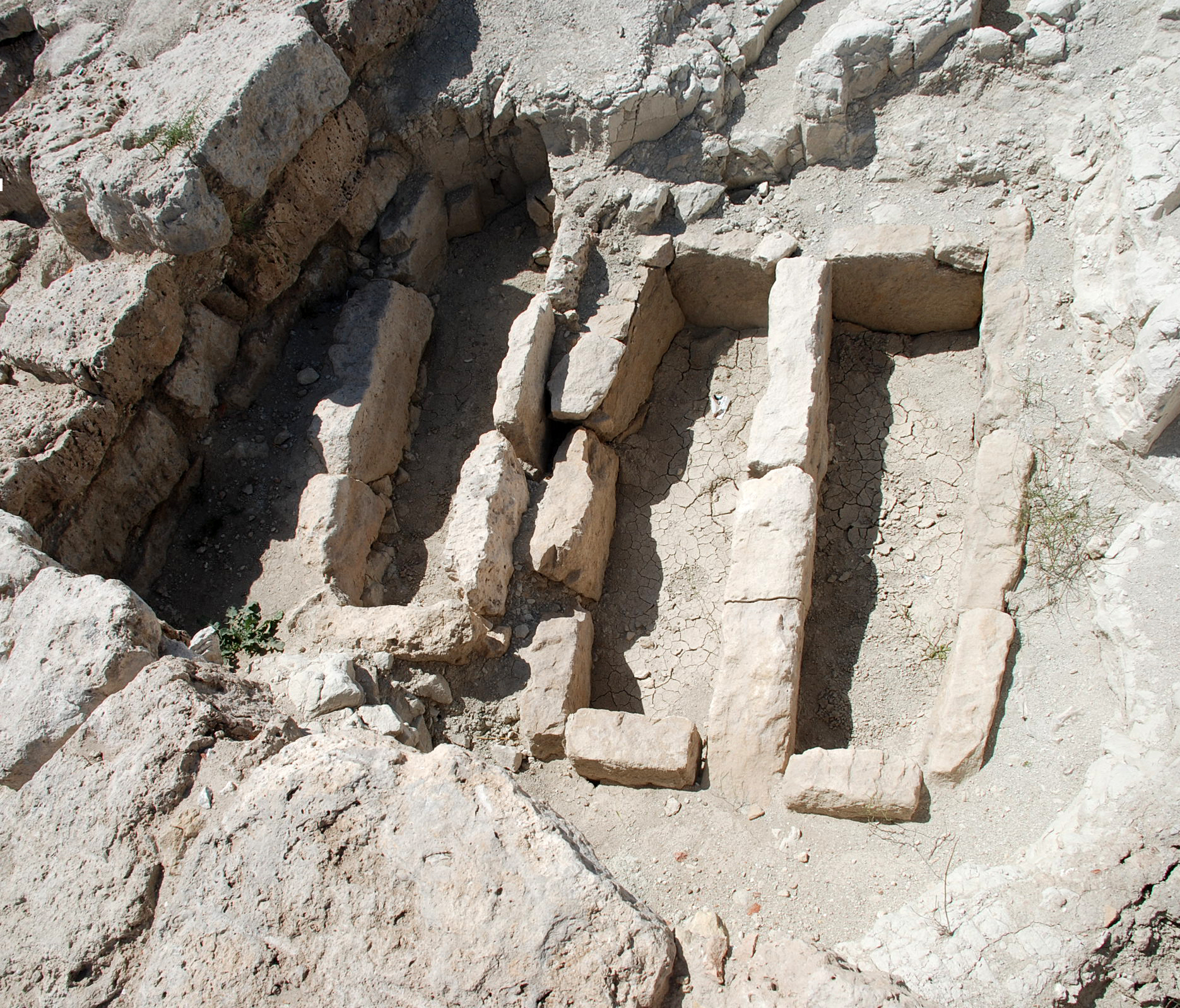
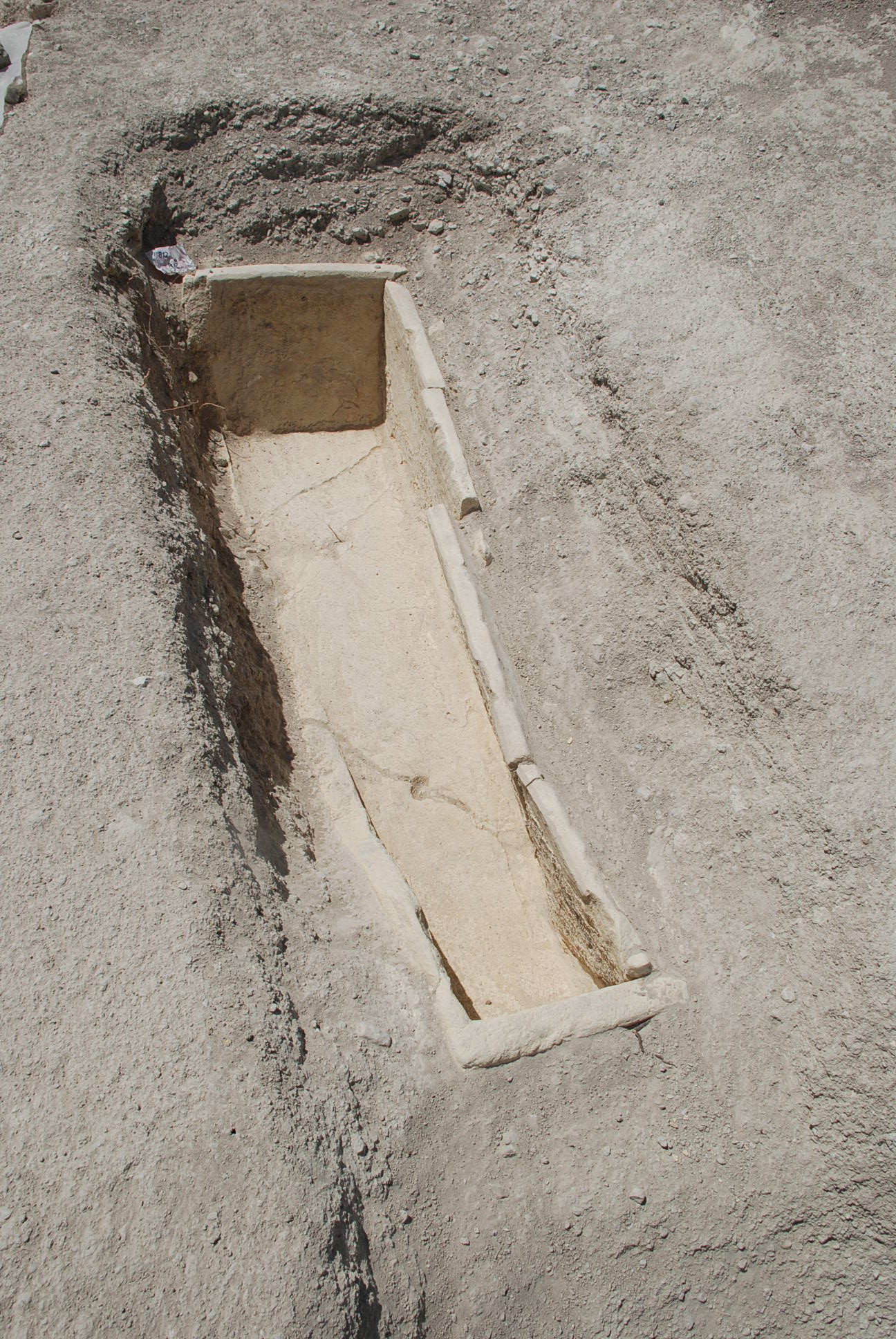
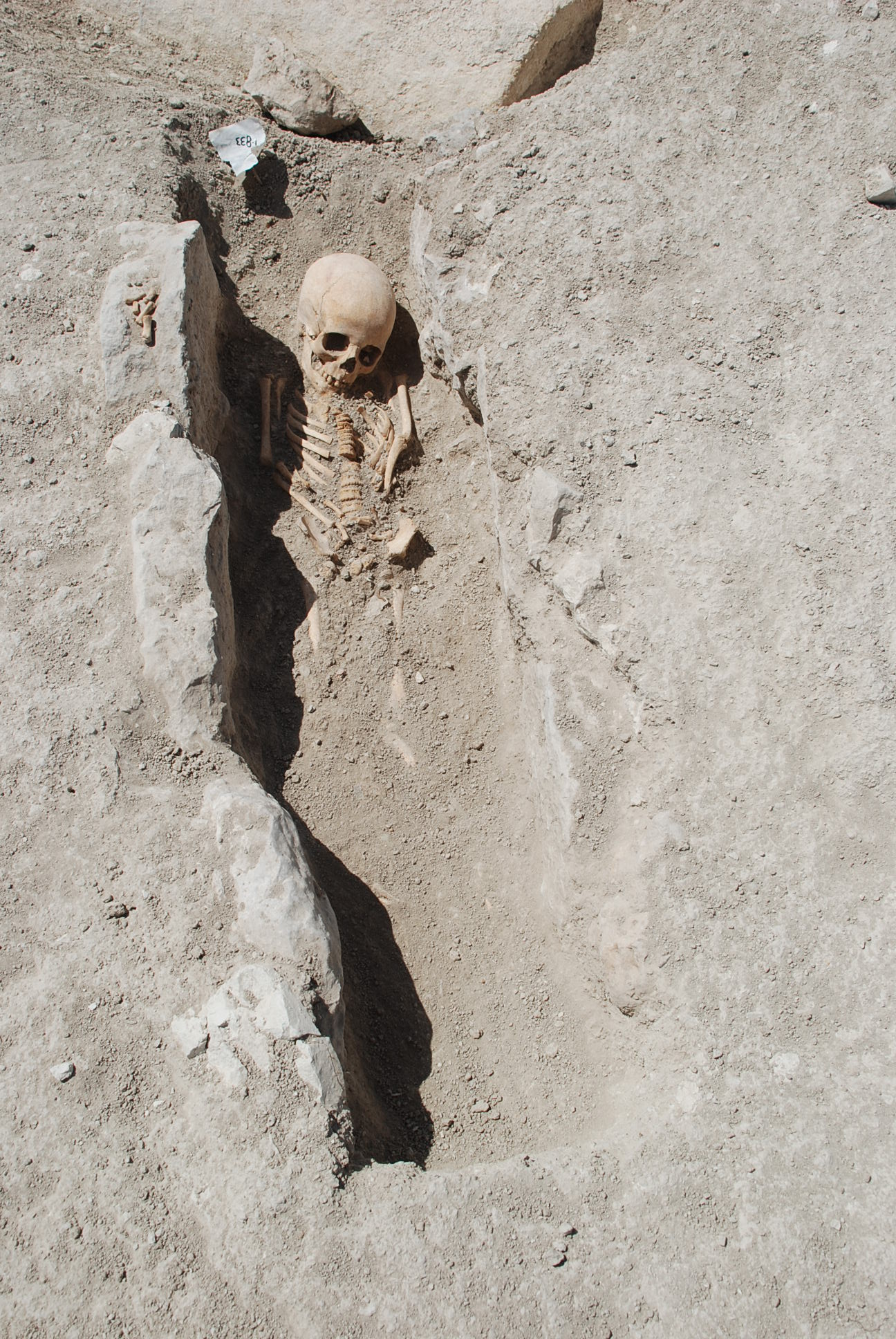
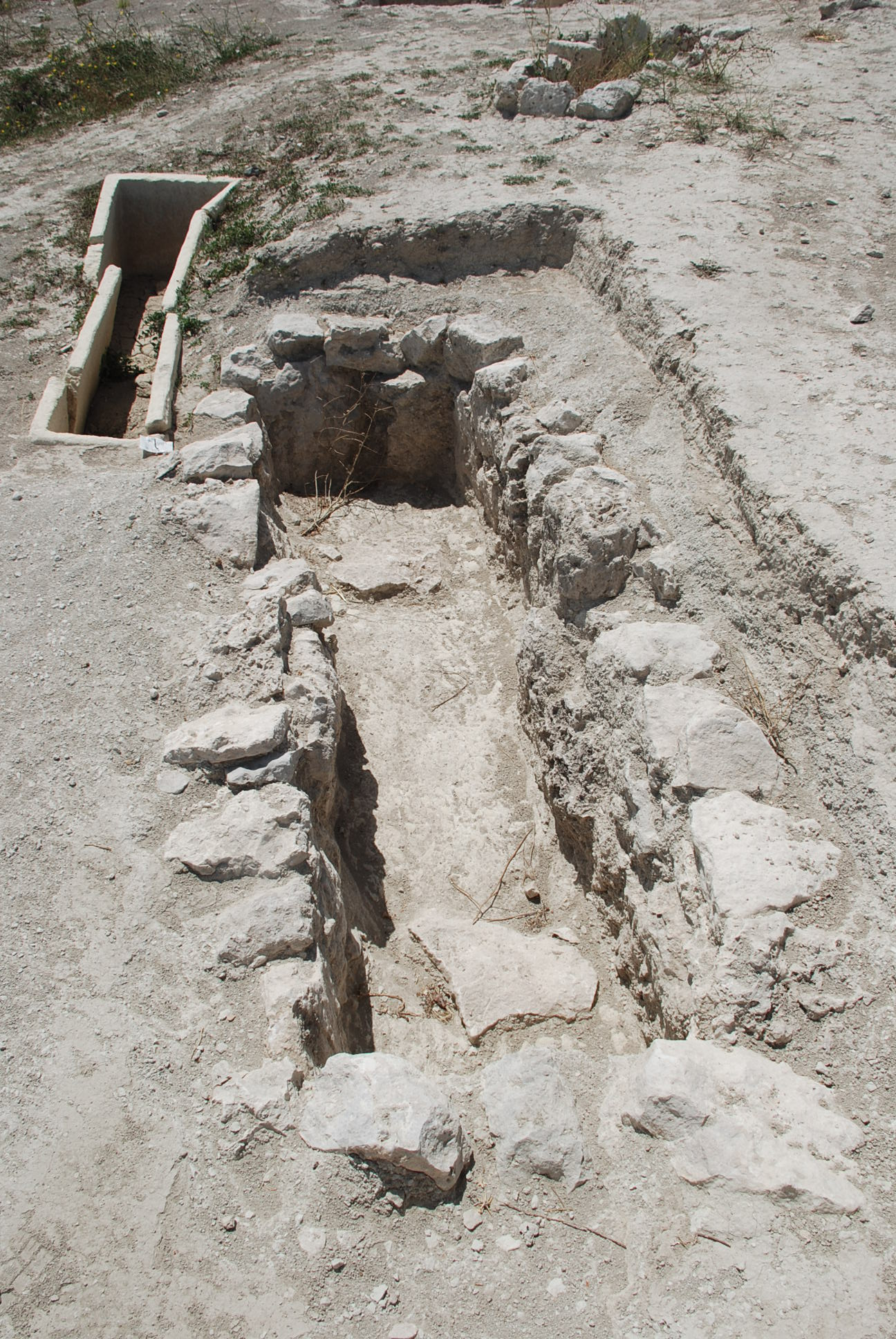
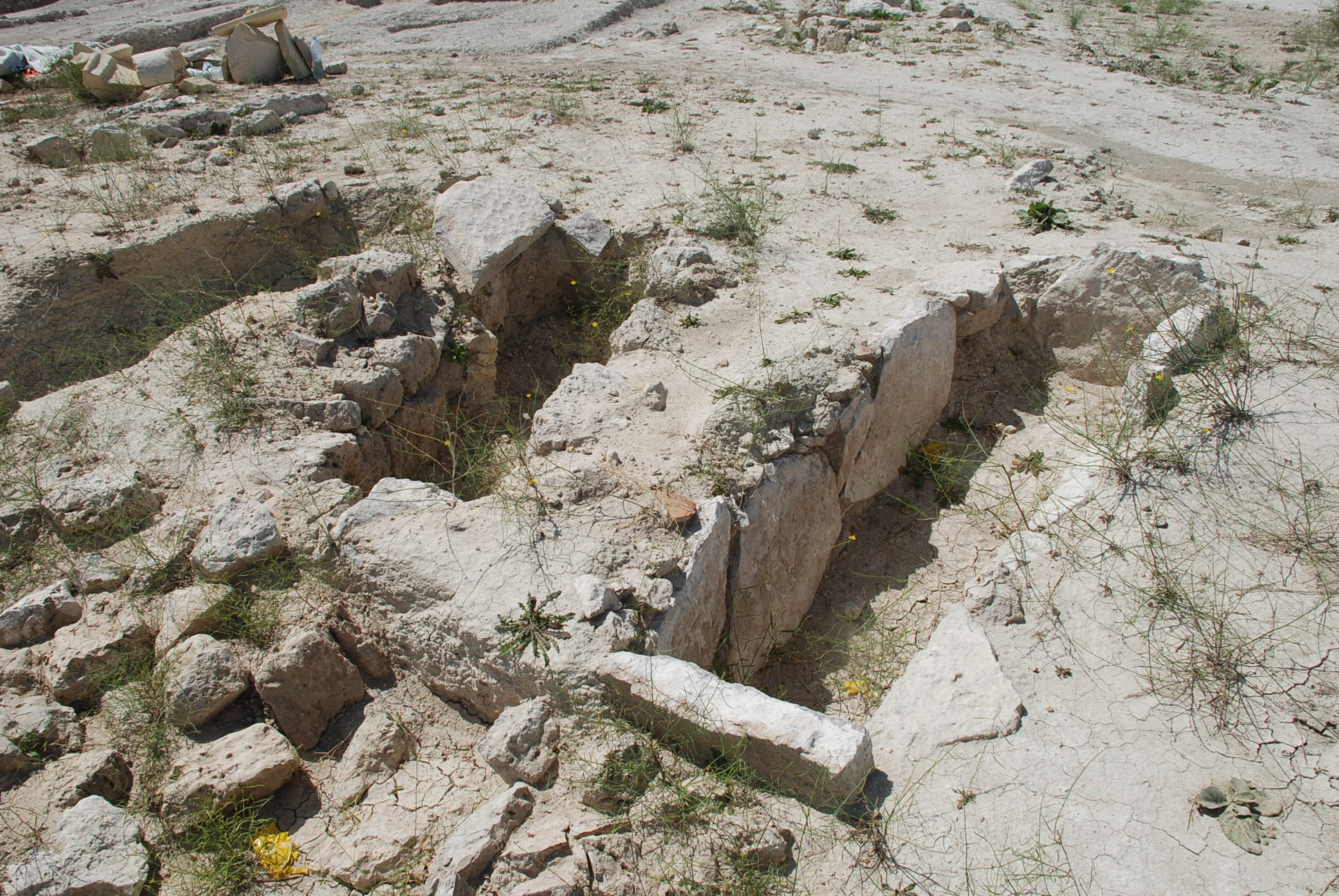
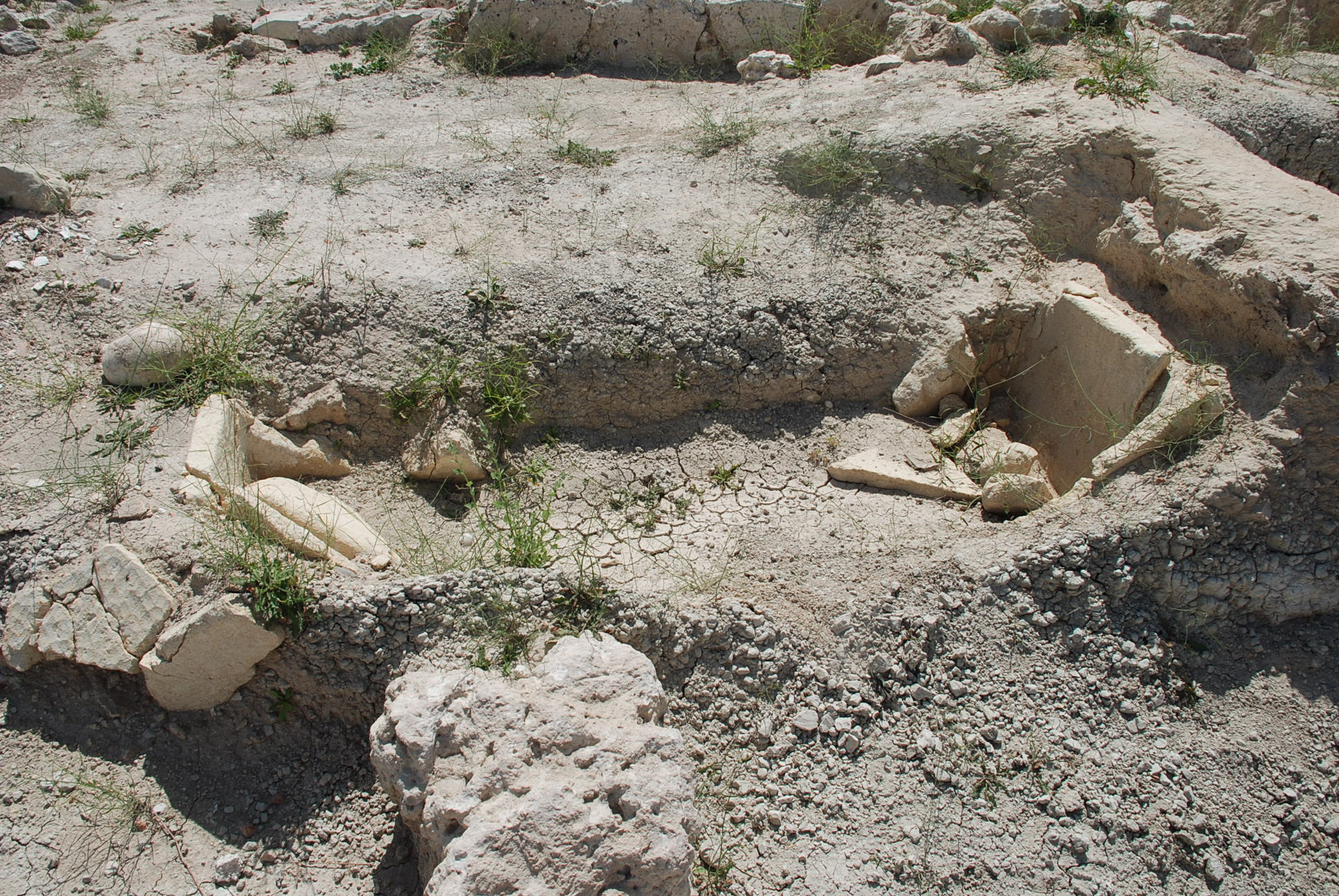
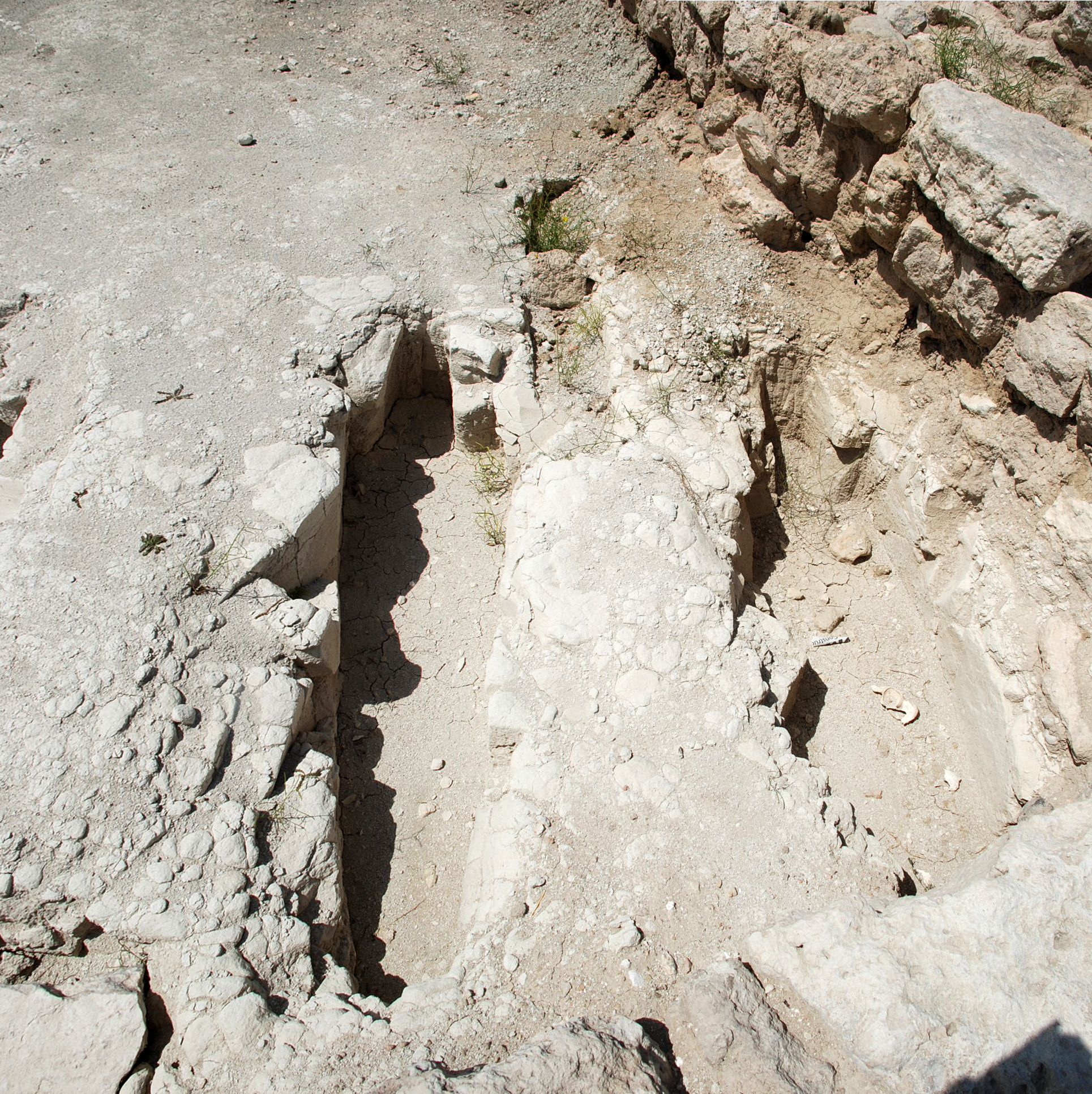
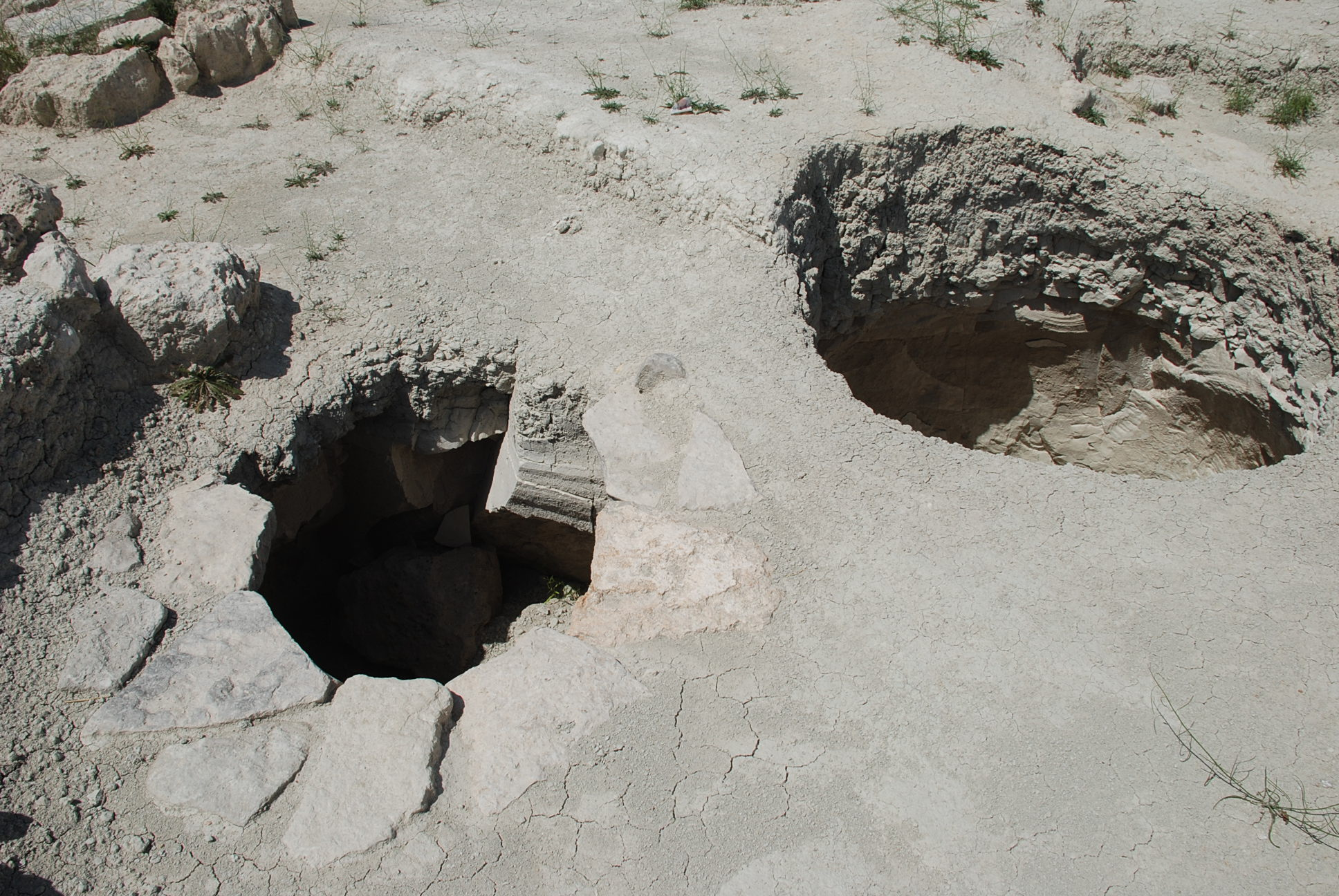